# Pleioplectron cavernae
Pleioplectron cavernae is een rechtvleugelig insect uit de familie grottensprinkhanen (Rhaphidophoridae). De wetenschappelijke naam van deze soort is voor het eerst geldig gepubliceerd in 1900 door Hutton.